# MLAN
mLAN（music Local Area Network, エムラン）は、ヤマハ株式会社が提唱した音楽機材の通信規格の一つ。パソコンなどに付いているIEEE 1394端子から、MIDI機器やオーディオ機器などを数珠繋ぎで接続し、各種接続機器の制御信号を一括で送受信させる。そのため機器の追加が容易で、パソコンから制御が可能である利点がある。
2009年、mLAN機器の新規開発を終了し、以後のヤマハ製IEEE 1394搭載機器はマルチピア・トゥー・ピア接続に対応したYamaha Steinberg FW driverに移行することが発表された。

## 機種一覧
200Mbpsで通信を行う前期型製品と、400Mbpsで通信を行う後期型製品がある。前期型と後期型との互換性は無い。公式な呼称ではないが、開発者側は前期型を第1世代mLAN、後期型を第2世代mLANと呼んでいる。本項でもこの呼称に従う。

### 第1世代mLAN対応機種
- mLAN8P
- mLAN8E（MOTIF 6, 7, 8, S90, CS6x, CS6R用の拡張ボード）
- mLAN-EX（EX5, EX5S, EX7, EX5R用の拡張ボード）
- CD8-mLAN
- MY8-mLAN

### 第2世代mLAN対応機種
- 01X
- i88X
- mLAN16E（MOTIF ES6, ES7, ES8, S90ES用の拡張ボード）
- MY16-mLAN
- PreSonus FIREstation
- オタリ・ND-20B,DB-32

### Yamaha Steinberg FW driver 対応機種
スタインバーグ社製DAWのCubaseシリーズ、およびオーディオインターフェースのMR816シリーズとの連携機能を提供するYamaha Steinberg FW driverに対応した製品。Windows XP / Vista 32bit版に限り、第2世代mLAN機器として使用することができる。mLANはWindows 7、Mac OS X v10.6以降のOSに非対応のため、これらのOSではYamaha Steinberg FW driverを選択する必要がある。
- MOTIF XS8
- mLAN16E2（MOTIF XS6, XS7用の拡張ボード）
- n8, n12（ファームウェアを最新版に更新した場合、Yamaha Steinberg FW driverで動作するようになるが、mLAN機器としては使用できなくなる）